# Alpha-Akkord

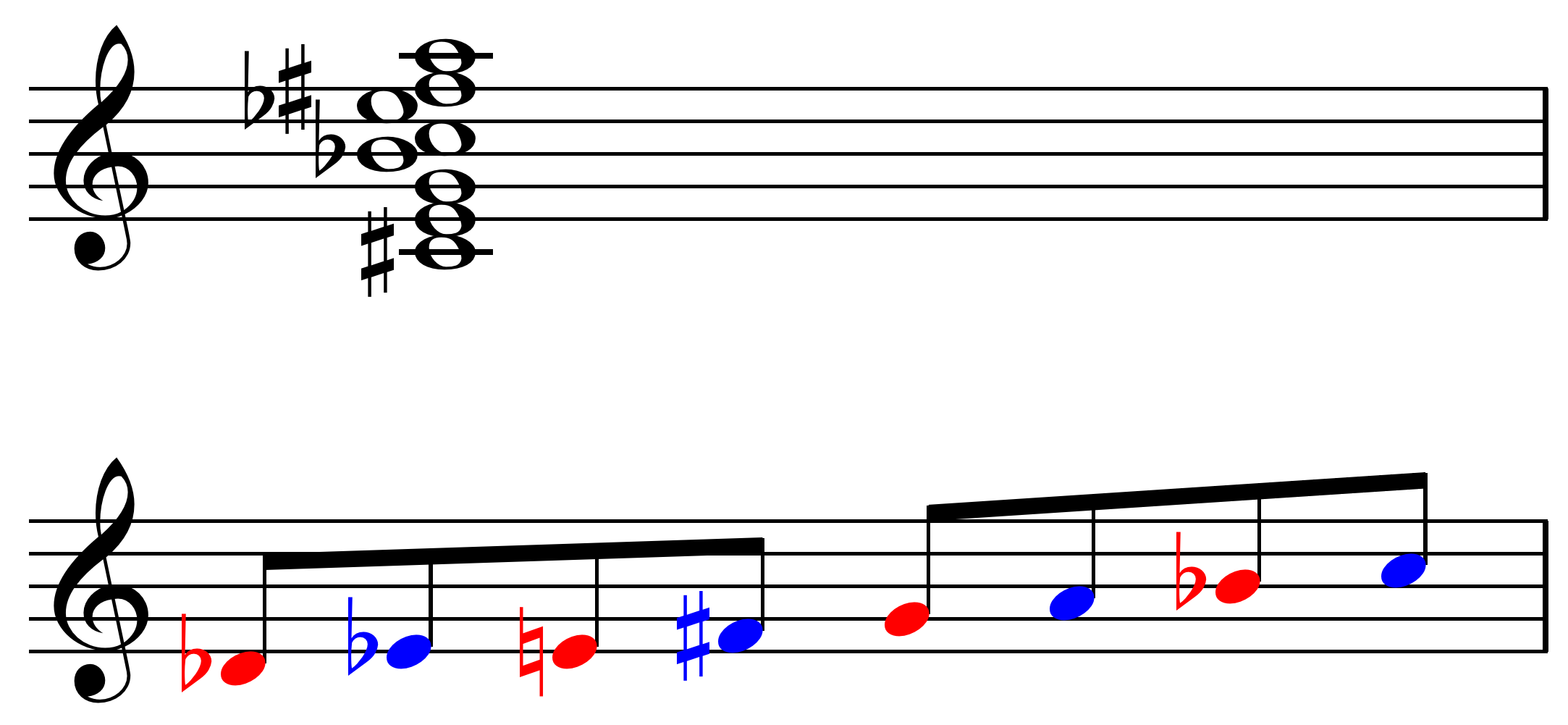
Der Alpha-Akkord und seine Herleitung aus der alternierenden Achtstufigkeit.

Der Alpha-Akkord ist ein spezieller gebauter, symmetrischer Achtklang, in dem alle Töne einer alternierenden Achtstufigkeit vorkommen. Er besteht aus ihren zwei Kleinterzachsen, die jeweils einen verminderten Septakkord bilden. Werden diese Septakkorde übereinander aufgebaut und besteht zwischen beiden eine Ganzton-Lücke, entsteht der Alpha-Akkord. Geprägt wurde die Bezeichnung von Ernő Lendvai.
In seiner ausgeprägten Form tritt dieser Akkord erst im 20. Jahrhundert auf, dort vor allem in der Musik von Alexander Skrjabin und Olivier Messiaen, wie zum Beispiel in der Turangalîla-Sinfonie; im Besonderen aber bei Béla Bartók. Aus dem Alpha-Akkord lassen sich der Beta-Akkord, der Gamma-Akkord und der Delta-Akkord ableiten.
Ob der Alpha-Akkord als solcher isoliert betrachtet werden kann oder nur in funktionsharmonischem Zusammenhang verstanden wird, ist allerdings umstritten.

## Weblink
- Erläuterungen der Akkorde in Bezug auf Bartók und Kodály und die Fibonacci-Folge